# Korsakov (ville)
Pour les articles homonymes, voir Korsakov.
Korsakov (en russe : Корсаков ; en japonais : 大泊, Ōtomari) est une ville de l'oblast de Sakhaline, et le centre administratif du raïon de Korsakov. Sa population s'élevait à 33 237 habitants en 2022.

## Géographie
Korsakov est située à environ 42 km au sud de Ioujno-Sakhalinsk/Toyohara, à l'extrémité méridionale de l'île de Sakhaline/Karafuto, au fond de la baie d'Aniva.

## Histoire
On sait peu de choses sur l'histoire ancienne de Korsakov/Ōtomari. Le site abritait un village de pêcheurs aïnous appelé Kushunkotan (Tamari-Aniva dans les sources russes), fréquenté par les commerçants du clan Matsumae dès 1790.
Le 22 septembre 1853, une expédition russe dirigée par Gennady Nevelskoï établit une colonie sur le site et la nomma Fort Mouraviovsky, en hommage au gouverneur général de Sibérie orientale, Nikolaï Mouraviov-Amourski. Nevelskoï laissa un récit détaillé du débarquement. Il y rencontra une population majoritairement aïnoue (au moins 600 personnes ; une autre source ne mentionne que 300 habitants aïnous), ainsi que des citoyens japonais qui, d'après le récit de Nevelskoï, exerçaient une autorité sur les autochtones. À son arrivée, le village comptait plusieurs structures debout, qu'il appelle « abris », et même un temple religieux japonais.
Les Russes abandonnèrent la colonie le 30 mai 1854, probablement parce que leur présence pendant la guerre de Crimée faisait craindre une attaque franco-britannique, mais ils y retournèrent en août 1869. Elle fut plus tard rebaptisée Fort Korsakovsky, en l'honneur du nouveau gouverneur de la Sibérie orientale, Mikhaïl Korsakov.
Fort Korsakovsky devint un élément important du système pénal russe et la destination finale de centaines de prisonniers venus de Russie d'Europe, condamnés aux travaux forcés pour des crimes particulièrement graves.
Avant 1905, Korsakov, qui était alors le fort Mourav'evskii, était l'un des principaux établissements russes du sud de Sakhaline/Karafuto, en vertu du Traité de Portsmouth. Les Russes ont incendié la ville boisée avant de se rendre. Après la défaite de la Russie dans la guerre russo-japonaise de 1904-1905, la localité fut remise au Japon et fut rebaptisée Ōtomari. 
Sur les cendres du fort Korsakovsky, les Japonais bâtirent une ville moderne, revêtue de pierre, avec des rues pavées et l'électricité, rebaptisée Ōtomari (大泊), traduction du mot aïnou « Poro-an-tomari » (grand port). La ville servit temporairement de capitale de la préfecture de Karafuto entre 1905 et 1907. Sous domination japonaise, la ville connut une croissance considérable. Ōtomari, colonie pénitentiaire sous administration russe, perpétua la pratique du travail forcé : les Japonais y firent venir des milliers de Coréens comme ouvriers. La population coréenne actuelle descend principalement de ces recrues.
Sous administration japonaise, la ville était située dans le district d'Ōtomari, sous-préfecture de Toyohara (豐原支廳), dans la préfecture de Karafuto, la préfecture la plus septentrionale du Japon.

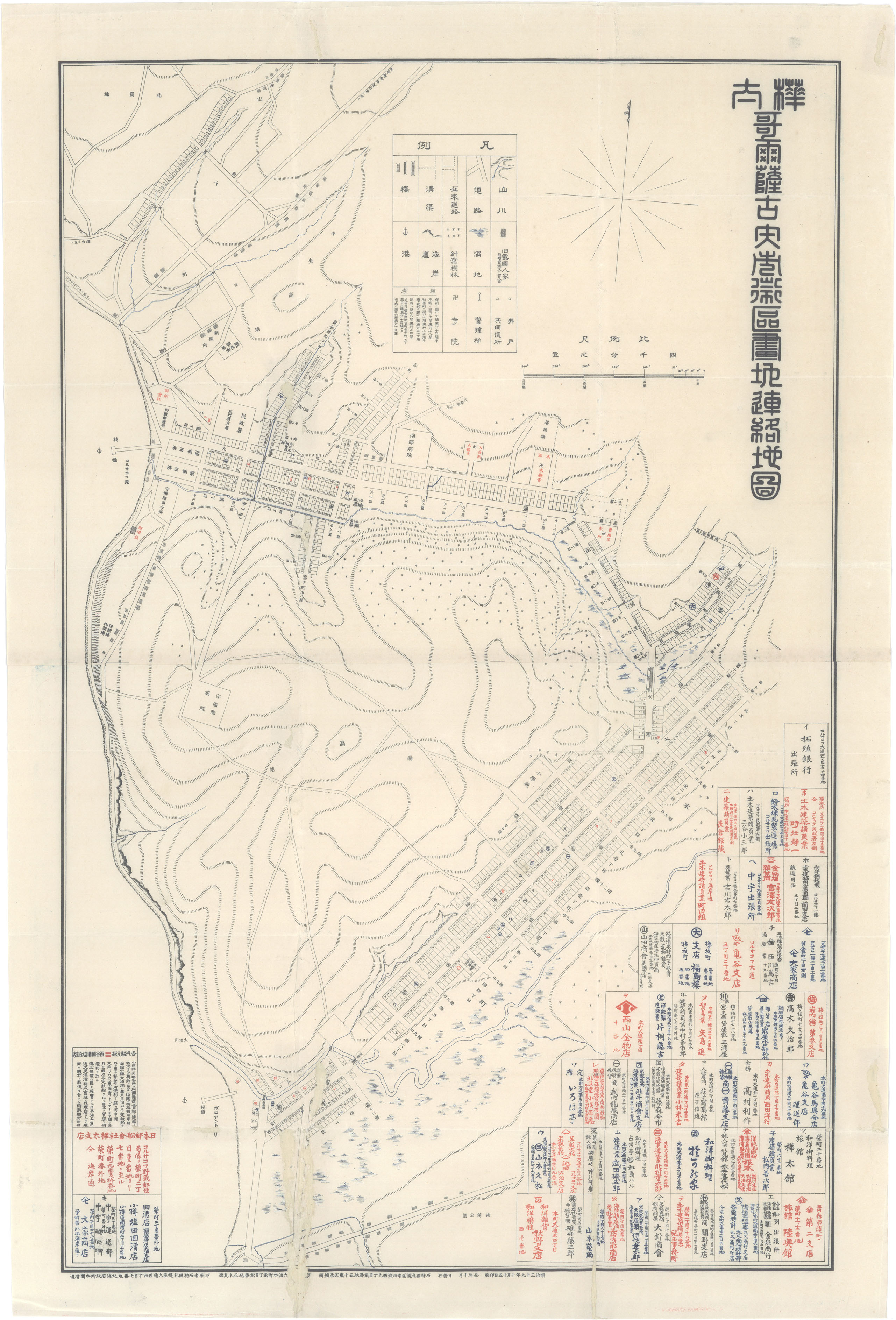
Plans d'urbanisme d'Ōtomari de 1906
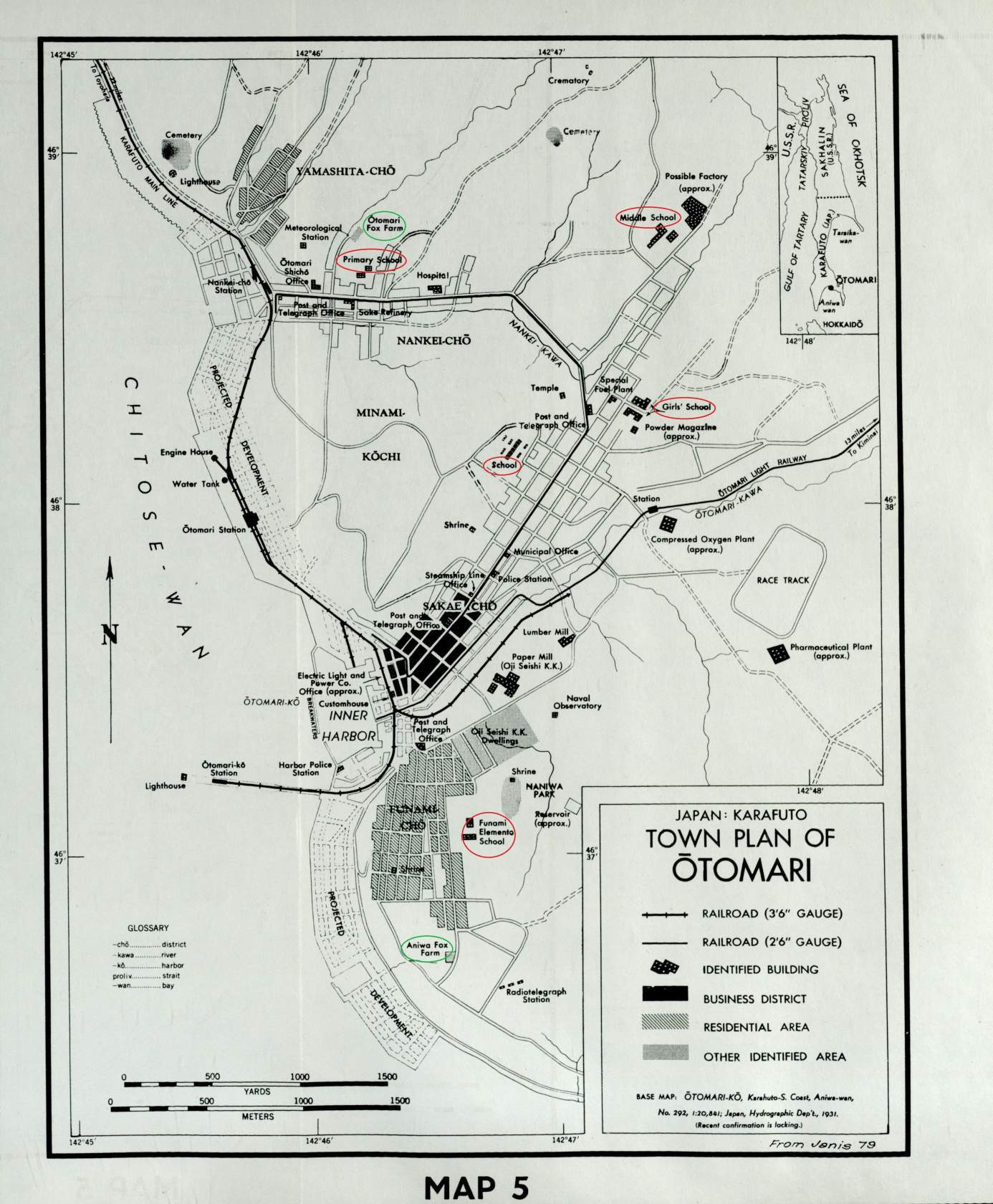
Plans d'urbanisme d'Ōtomari de 1931
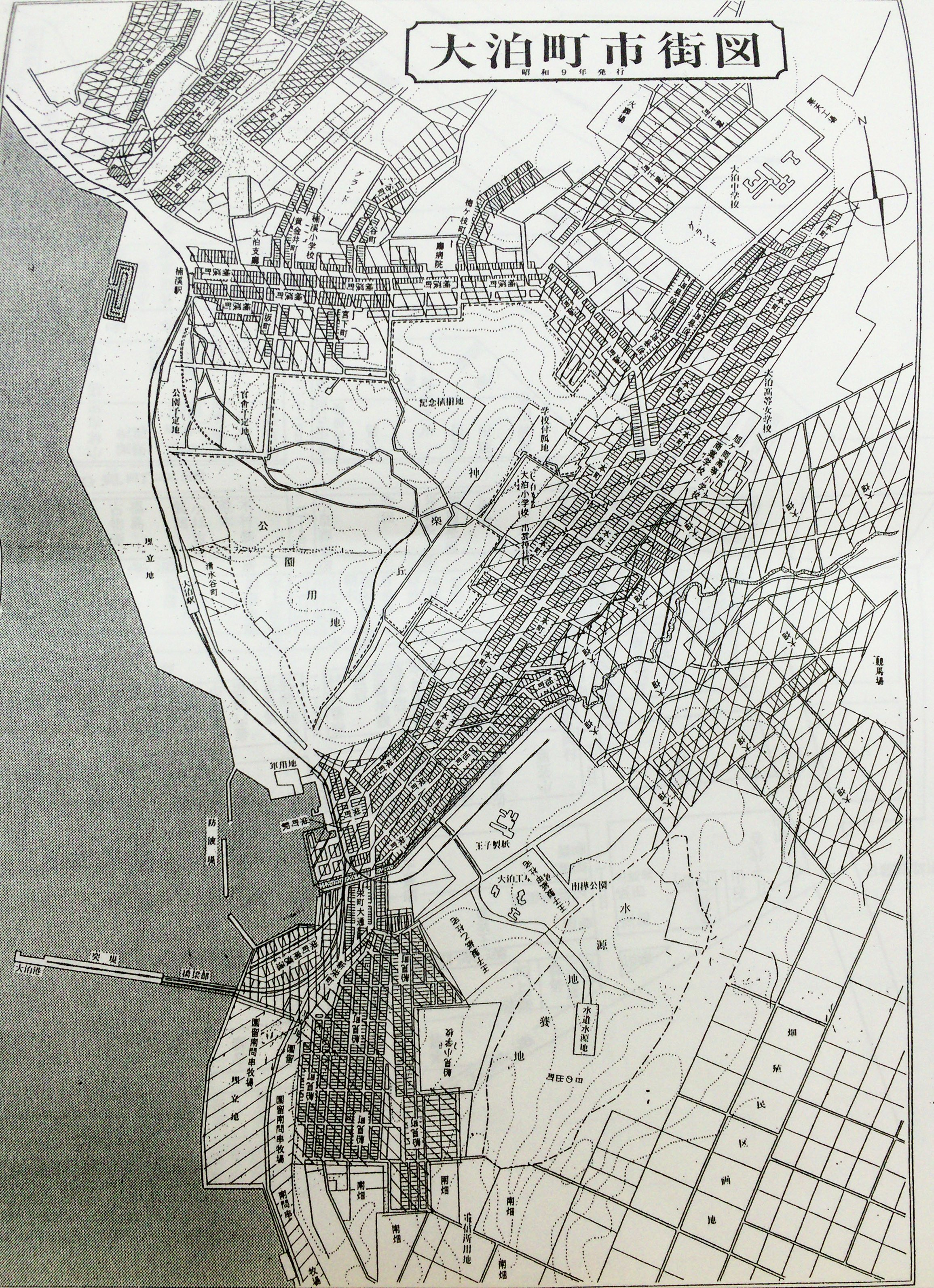
Plans d'urbanisme d'Ōtomari de 1934

Le 14 mars 1907, Ōtomari devint le siège du gouverneur et, la même année, une ligne de chemin de fer fut mise en service, s'étendant jusqu'aux villages environnants. À l'été 1907, la construction d'une grande jetée débuta également.
La première papeterie de Sakhaline ouvrit ses portes à Ōtomari en 1914. Entre 1920 et 1928, un poste d'amarrage avec un pont-plateforme en béton armé de 257 mètres de long fut construit au port.
Le 1er mai 1923, la liaison par ferry entre Ōtomari et Wakkanai fut inaugurée.
Après la Seconde Guerre mondiale, Otomari passa sous la souveraineté de l'Union soviétique et fut renommée Korsakov en 1946. La majorité de la population japonaise a été rapatriée entre 1945 et 1947, mais certains habitants japonais sont restés, ainsi qu'une importante population coréenne. Le vieux Otomari a en grande partie été incendié lors de l'entrée des troupes soviétiques. L'un des seuls bâtiments japonais encore debout est celui de la banque (succursale d'Otomari de la Hokkaido Takushoku Bank). D'autres sites et monuments japonais ont été détruits : un temple shintoïste et un monument dédié au prince Hirohito, qui était venu à Otomari lors d'une tournée d'inspection.

## Galerie

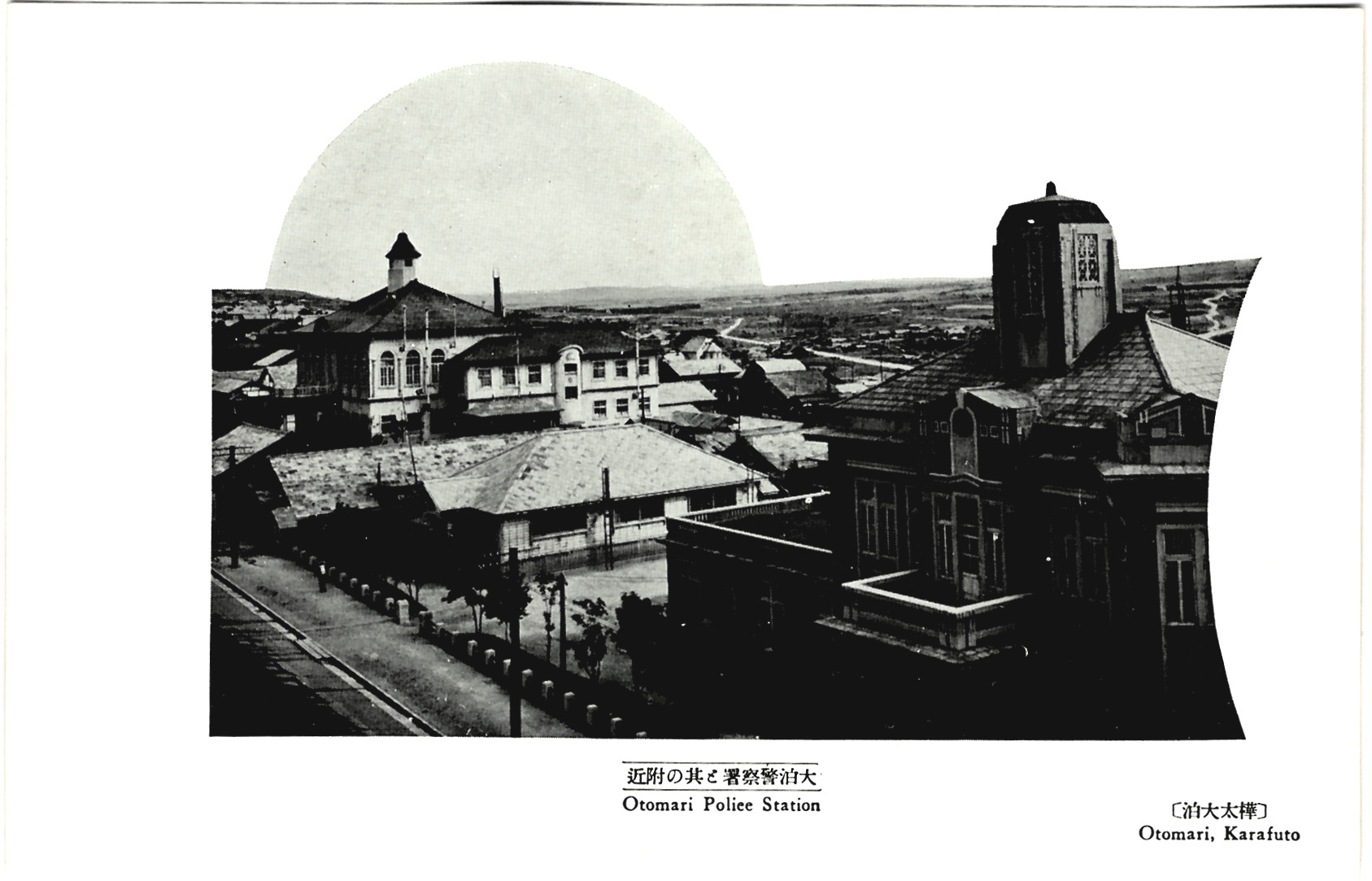
Hôtel de ville et gendarmerie à Ōtomari, Karafuto pendant l'période de l'entre-deux-guerres
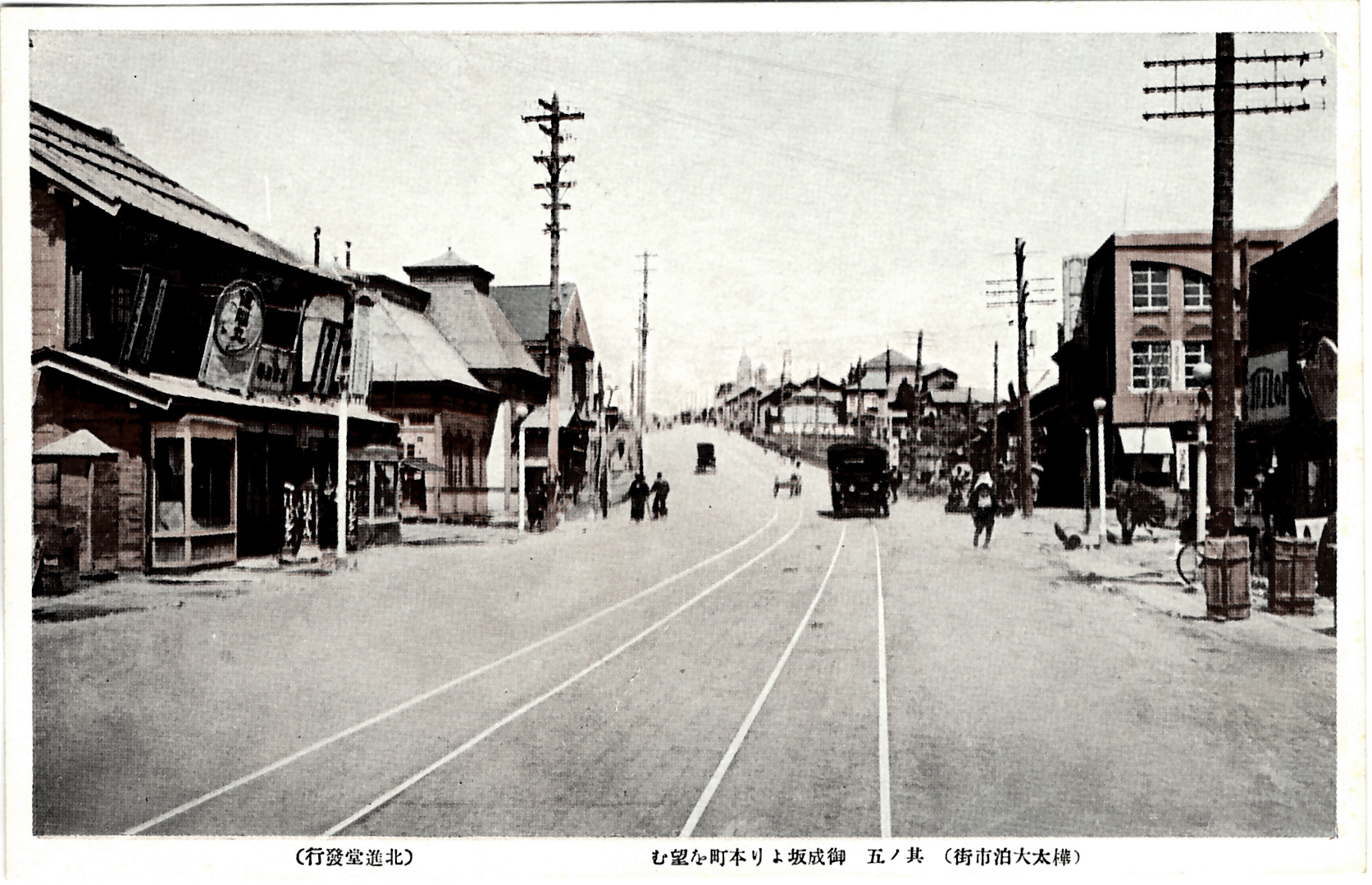
Bureau de Poste d'Ōtomari, Karafuto pendant l'période de l'entre-deux-guerres
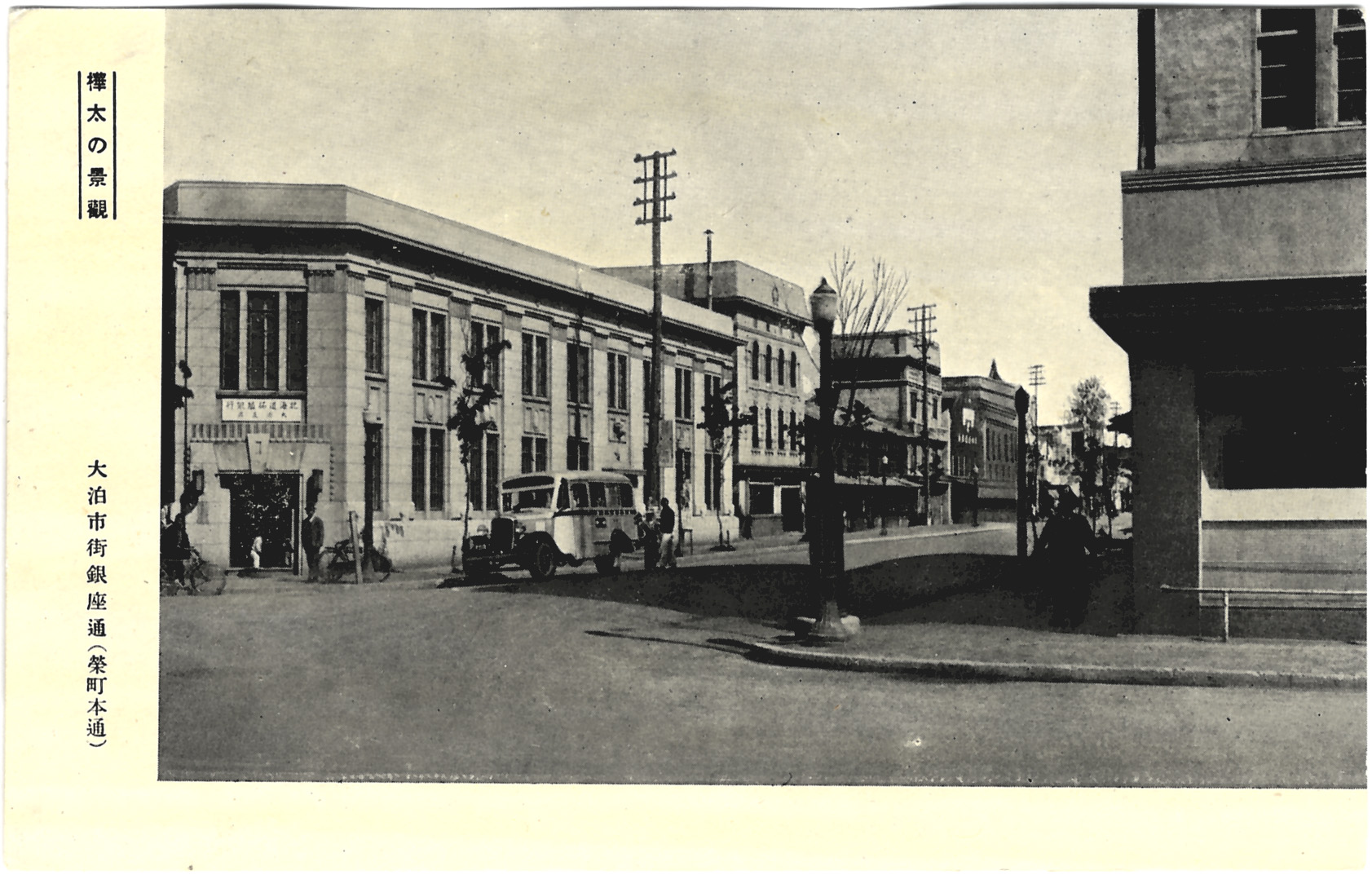
Zone commerçante de Sakae-machi à Ōtomari, Karafuto pendant l'période de l'entre-deux-guerres
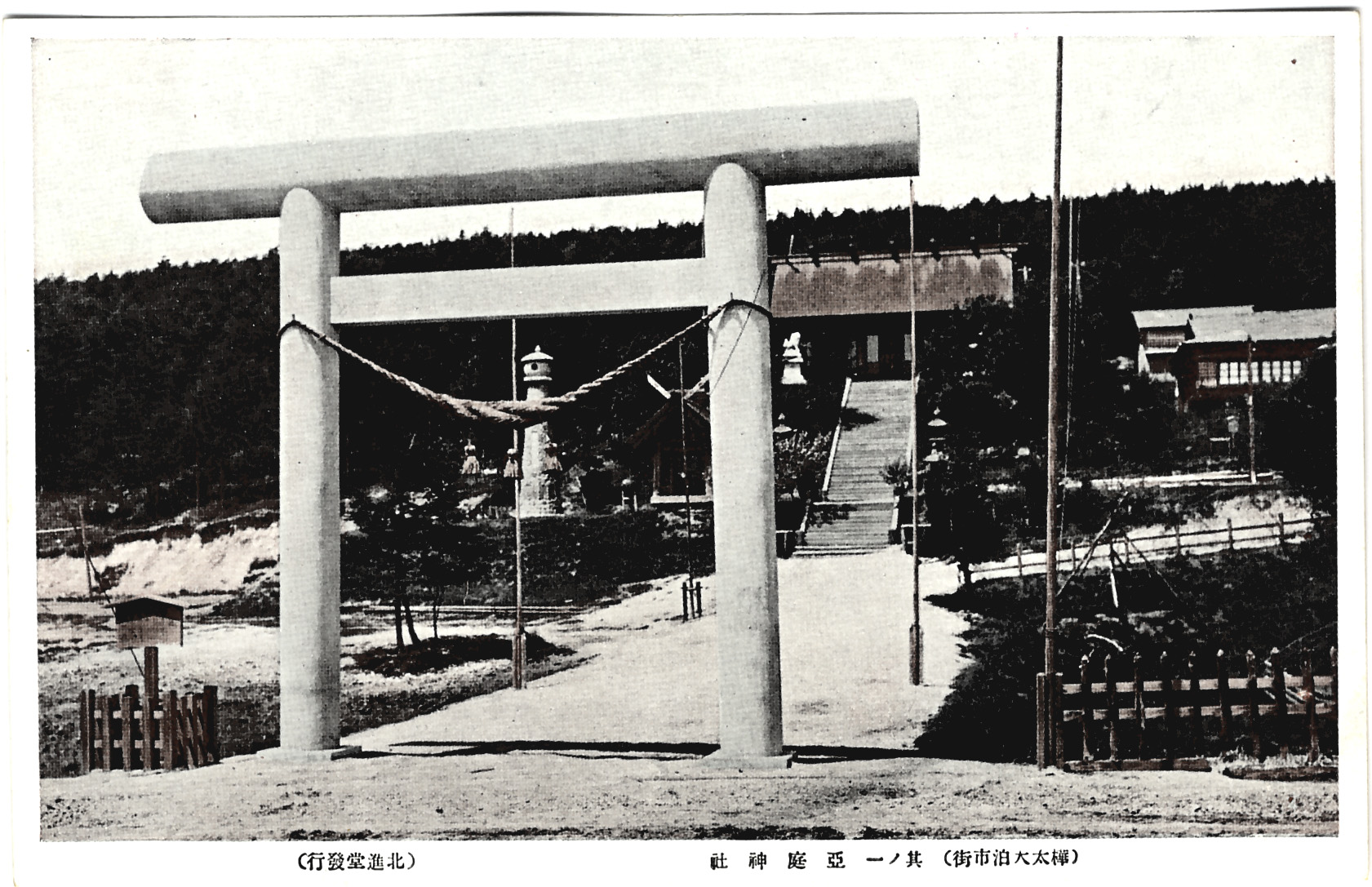
Sanctuaire shinto Aniva-jinja à Ōtomari, Karafuto pendant l'période de l'entre-deux-guerres
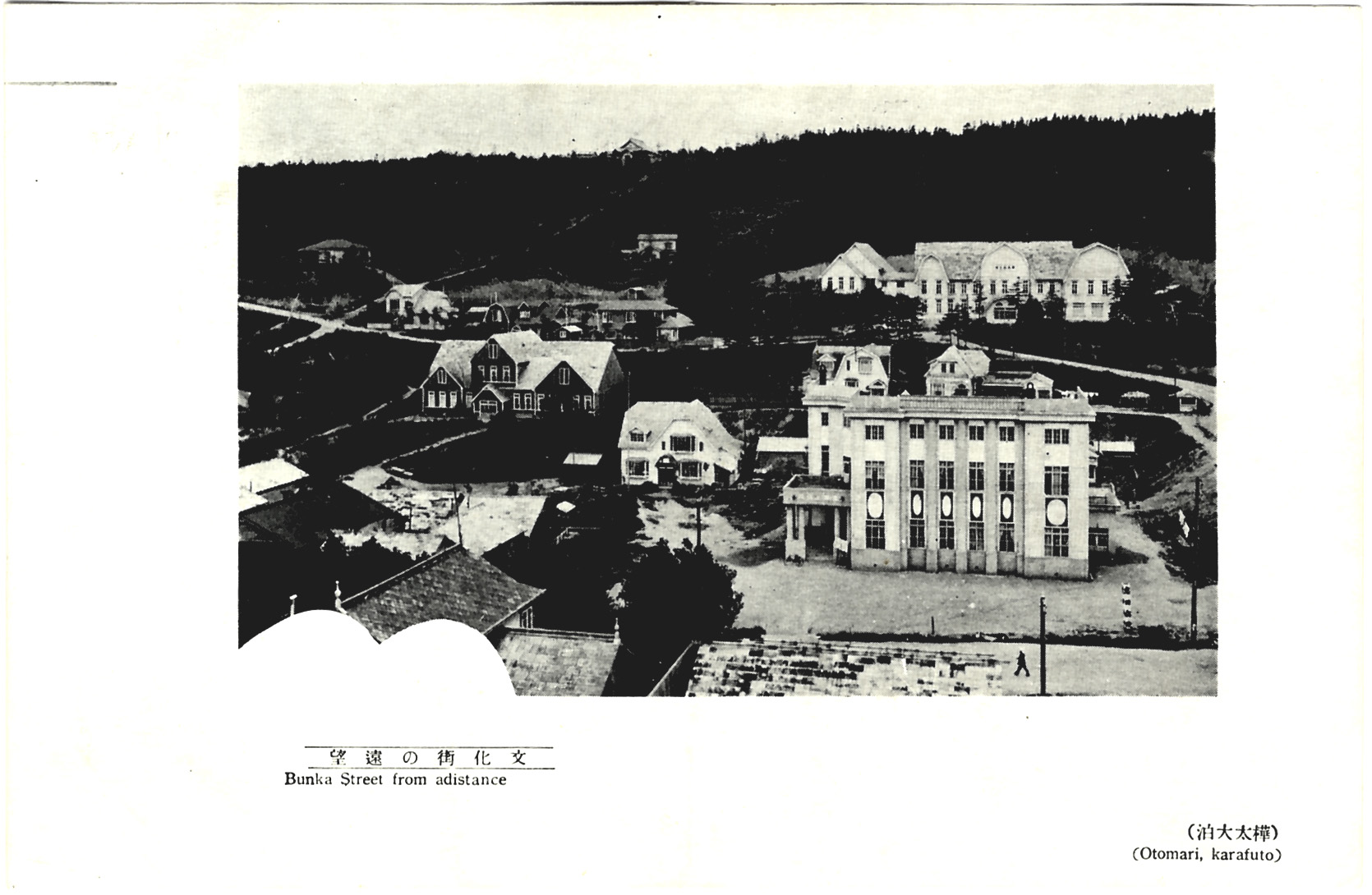
Vue de la rue Bunka à Ōtomari, Karafuto pendant l'période de l'entre-deux-guerres

## Population
Recensements (*) ou estimations de la population :
| 1897* | 1925   | 1935   | 1959*  | 1967   | 1970*  | 1979*  |
| ----- | ------ | ------ | ------ | ------ | ------ | ------ |
| 1 702 | 24 676 | 23 789 | 32 914 | 34 000 | 38 210 | 42 341 |

| 1989*  | 1992   | 1996   | 1998   | 2000   | 2001   | 2002*  |
| ------ | ------ | ------ | ------ | ------ | ------ | ------ |
| 45 096 | 45 300 | 40 300 | 38 300 | 37 000 | 36 500 | 36 652 |

| 2003   | 2004   | 2005   | 2006   | 2007   | 2008   | 2009   |
| ------ | ------ | ------ | ------ | ------ | ------ | ------ |
| 36 700 | 36 300 | 35 944 | 35 526 | 35 134 | 35 079 | 34 983 |

| 2010*  | 2011   | 2012   | 2013   | 2014   | 2015   | 2016   |
| ------ | ------ | ------ | ------ | ------ | ------ | ------ |
| 33 526 | 33 500 | 33 322 | 33 148 | 32 860 | 32 962 | 33 056 |

| 2017   | 2018   | 2019   | 2020   | 2021   | 2022   | - |
| ------ | ------ | ------ | ------ | ------ | ------ | - |
| 33 213 | 33 203 | 33 645 | 34 032 | 33 451 | 33 237 | - |

## Économie
Jusque dans les années 1990, Korsakov est un important point de départ pour la flotte de pêche soviétique puis russe d'Extrême-Orient. Elle était la base de l'entreprise « BOR » (Baza Okeanitcheskogo Rybolovstva), qui a fait faillite durant la récession post-soviétique. Les milliers de pêcheurs employés par le « BOR » exploitent de petites embarcations de pêche près de la côte, souvent sans autorisation. Les prises, de crabes principalement, sont vendues au Japon contre des devises, surtout à Wakkanai. Les pêcheurs achètent ensuite de l'électronique japonaise et des voitures d'occasion. Cette économie de troc, plus ou moins légale, a eu des effets économiques positifs sur Korsakov, mais a aussi contribué au développement de la criminalité organisée.
Il y a encore à Korsakov les vestiges d’une ancienne usine de carton (Fabrika Gofrirovannoi Tary), qui a fait faillite, mais dont la haute cheminée rappelle le passé.
Korsakov est aussi la ville la plus proche de l'énorme usine de gaz naturel liquifié, construite dans le cadre du projet Sakhaline II.

## Transports
Korsakov est situé à environ 30 kilomètres de l'aéroport de Ioujno-Sakhalinsk. Des services réguliers d'autobus et de minibus relient Korsakov à la capitale régionale, Ioujno-Sakhalinsk/Toyohara, mais pas avec l'aéroport. Une liaison maritime offrait le transport de voyageurs de Korsakov à Wakkanai (Hokkaido), à travers le golfe d'Aniva et le détroit de La Pérouse.

## Personnalités
- Aleksandr Romankov (1953-), fleurettiste, champion olympique et dix fois champion du monde.